# Adam Thielen
(en) Statistiques sur pro-football-reference
Adam John Thielen, né le 22 août 1990 à Detroit Lakes, est un sportif professionnel américain de football américain jouant au poste de wide receiver dans la National Football League (NFL) depuis la saison 2013 et pour la franchise des Panthers de la Caroline depuis la saison 2023.
Auparavant, il a joué au niveau universitaire pendant quatre saisons (2009-2012) au sein de la Division II de la NCAA pour les Mavericks de l'université d'État du Minnesota.
Non sélectionné lors de la draft 2013 de la NFL, il signe en tant qu'agent libre pour la franchise des Vikings du Minnesota où il reste dix saisons (2013-2022). Lors de la saison 2018, il se démarque notamment en gagnant plus de 100 yards en réceptions au cours de 8 matchs consécutifs, égalant le record établi en 2012 par Calvin Johnson, joueur des Lions de Détroit.
En 2023, il s'engage avec les Panthers de la Caroline.

## Biographie

### Jeunesse
Adam Thielen est né dans la ville de Detroit Lakes au Minnesota. Il grandit en étant supporter des Vikings du Minnesota tout en idolânt Cris Carter, receveur iconique des Vikings de 1990 à 2001 et membre du Pro Football Hall of Fame, et en imitant ses réceptions au bord du terrain dans son jardin.
Étudiant à la Detroit Lakes High School (en), il y pratique quatre sports : le football américain, le baseball, le basket-ball et le golf.

### Carrière universitaire
En 2008, Adam Thielen rejoint les Mavericks de Minnesota State évoluant dans la Division II de la NCAA. Il ne joue pas de la saison 2008 bénéficiant du statut redshirt qui permet à un joueur n'ayant pas joué de match officiel durant une saison de jouer une année de plus à l'université. Il joue son premier match universitaire en 2009 aux postes de wide receiver et de punt/kick returner. Il progresse de saison en saison, devenant le receveur principal de son équipe lors de la saison 2012.

### Carrière professionnelle
| Taille | Poids | Bras    | Main    | Sprint   | Sprint   | Sprint   | Shuttle 20 yards | 3 cones drill | Détente   | Détente     | Développé couché | Test Wonderlic |
| Taille | Poids | Bras    | Main    | 40 yards | 10 yards | 20 yards | Shuttle 20 yards | 3 cones drill | verticale | horizontale | Développé couché | Test Wonderlic |
| 1,86 m | 87 kg | Inconnu | Inconnu | 4,49 s   | 1,52 s   | 2,54 s   | 4,49 s           | 6,77 s        | 91 cm     | 305 cm      | -                | -              |

Il n'est pas invité au combine de la National Football League (NL) se déroulant en février 2013 au Lucas Oil Stadium d'Indianapolis. Il se présente un mois plus tard pour faire des essais à Chicago ainsi qu'au Super Régional Combine de Dallas. Il se fait remarquer et est invité par les Vikings du Minnesota pour faire des essais au Winter Park, camp d'entraînement de la franchise.

#### Vikings du Minnesota
Thielen signe un contrat de trois ans pour 1,48 million de dollars, avant d'être libéré avec 17 autres joueurs par les Vikings le 31 août 2013. Le lendemain, il y signe un contrat pour intégrer leur équipe d'entraînement.
Durant la saison 2013, Thielen ne joue pas malgré quelques actions en matchs d'avant saison au poste de wide receiver.
Thielen obtient une place dans le groupe final des 53 joueurs. Bien qu'ayant commencé son premier match NFL en ouverture de saison face aux Rams de St. Louis, on doit attendre la 4e semaine jouée contre les Packers de Green Bay pour le voir réceptionner une première passe. Il finit par y briller (malgré la lourde défaite 42 à 10) avec 4 réceptions pour 57 yards, devenant le meilleur receveur du match pour les Vikings. Son premier touchdown a lieu en 13e semaine. Il bloque un punt de Brad Nortman des Panthers qu'il retourne sur 30 yards jusqu'à la end zone. Il détient brièvement le record du plus long punt bloqué et retourné en touchdown avant que son coéquipier Everson Griffen n'améliore le record (43 yards). En dernier match de saison régulière contre Chicago, Adam Thielen réceptionne son premier touchdown à la suite d'une passe de 44 yards de Teddy Bridgewater. Il récupère et conserve le ballon de son premier touchdown qu'il offre à sa fiancée.
Lors du dernier match de la saison 2015 en déplacement à Green Bay, il effectue une course de 41 yards à la suite d'un faux punt tenté lors de la première possession de l'équipe. Thielen finit la saison avec 12 réceptions pour 144 yards et est nommé meilleur joueur de l'année des Vikings de l'équipe spécial pour 7 plaquages. La franchise remporte le titre de la NFC Nord pour la première fois depuis 2009.
La saison 2016 est celle de l'explosion pour Thielen bien que considéré comme no 2 au poste de receveur.  il finit la saison comme meilleur receveur des Vikings avec 69 réceptions pour 967 yards gagnés et 5 touchdowns. Lors du match de fin de saison contre Chicago, son quarterback Sam Bradford ne le trouve qu'à une seule reprise pour une réception de 7 yards alors qu'il lui manquait un peu plus de 40 yards pour atteindre le seuil des 1000 yards.

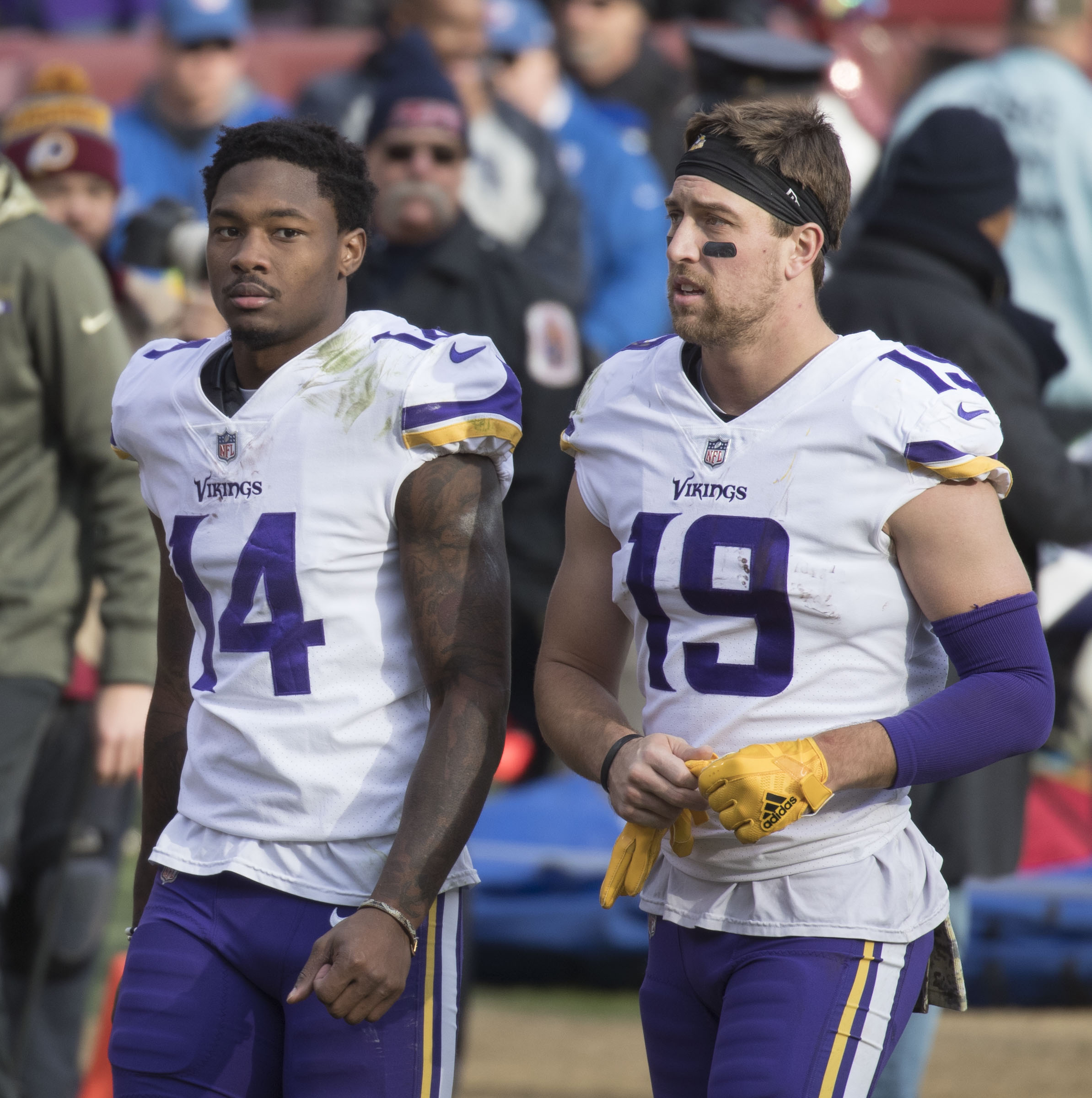
Adam Thielen et Stefon Diggs à Washington, 12/11/2017

Le 15 mars, Adam signe une prolongation de contrat de 3 ans avec les Vikings. La saison 2017 commence bien pour lui puisqu'il réceptionne 9 passes pour un gain de 129 yards lors du match d'ouverture contre les Saints de la Nouvelle-Orléans. Il marque son premier touchdown sept semaines plus tard lors d'un match de la série internationale joué au stade de Twickenham contre les Browns de Cleveland. Il franchit la barre des 1 000 yards gagnés sur une saison lors du match de Thanksgivings contre les Lions de Détroit au Ford Field. Il devient alors le premier joueur de la franchise des Vikings a passer cette barre depuis la prestation de Sydney Rice lors de la saison 2009,. Grâce à ses bonnes prestations en saison régulière, Adam est sélectionné pour la première fois de sa carrière au Pro Bowl. Les Vikings finissant avec un bilan de 13 victoires et 3 défaites, il participe à sa deuxième phase finale. Titularisé contre les Saints pour le match de division, il réalise une solide prestation avec six réceptions pour un gain de 74 yards, moins bien cependant que son coéquipier Stefon Diggs (129 yards plus un touchdown). Adam joue également la finale de conférence NFC face aux Eagles de Philadelphie mais les Vikings perdent le match 38 à 7,. 
La victoire contre San Francisco en ouverture de la saison 2018 est le début de nouveaux records pour Thielen. Pendant 8 matchs consécutifs, il totalise plus de 100 yards à la réception égalant la performance de Calvin Johnson des Lions de Détroit, ce dernier restant, avec neuf matchs, le détenteur du plus grand nombre de matchs à plus de 100 yards sur une saison. Lors du match de la semaine 12 face à Chicago, Thielen dépasse le seuil des 1 000 yards à la réception pour la seconde année consécutive. Son coéquipier Stefon Diggs l'imite cinq semaines plus tard face à Detroit lors de l'avant dernier match de la saison. De ce fait, Adam et Stefon deviennent le premier duo des Vikings à atteindre chacun 1 000 yards à la réception depuis Cris Carter et Randy Moss durant la saison 2000 de la NFL. La défaite des Vikings combinée à la victoire des Eagles en fermeture de saison prive Thielen d'une seconde participation consécutive aux séries éliminatoires. Il participe néanmoins au Pro Bowl à Orlando pour la seconde année consécutive. Il y lance une passe qui est interceptée. 
Le 12 avril 2019, Thielen signe une prolongation de contrat de quatre ans pour un montant de 64 millions de $ dont 35 garantis,. Lors du match en 7e semaine contre les Lions de Détroit, Thielen se blesse aux ischio-jambiers ce qui le prive du terrain jusqu'à la 14e semaine. Sur la saison régulière, il totalise 30 réceptions pour un gain de 418 yards et six touchdowns. Les Vikings se qualifient pour la phase finale et lors de la victoire 26 à 20 en prolongation contre les Saints (tour de wild card), Thielen effectue sept réceptions pour un gain de 129 yards. Ils perdent le match de division 10 à 27 contre les 49ers, Thielen gagnant 50 yards en cinq réceptions.
En match d'ouverture de la saison des Vikings, Thielen enregistre six réceptions pour un gain de 110 yards et deux touchdowns pour une victoire 43 à 34 contre les Packers. Lors de la défaite en 11e semaine contre les Cowboys, il enregistre huit réceptions pour un total de 123 yards et deux touchdowns dont un inscrit à la suite d'une réception à une main dans la zone d'en-but,. Il est placé sur le liste des joueurs positifs au Covid-19 le 23 novembre 2020 l'empêchant de participer au match contre les Panthers en 12e semaine. Il est réactivé le 2 décembre. En fin de saison, il totalise 74 réceptions pour un gain de 925 yards et 14 touchdowns. Ses 14 touchdonws inscrits en réceptions sur une saison le classent deuxième de l'histoire de la franchise derrière les 17 inscrits par Randy Moss en 2000. Il est classé 80e du Top 100 des meilleurs joueurs 2020 de la NFL.
Titulaire au poste de wide receiver aux côtés de Justin Jefferson, Thielen effectue 9 réceptions pour 92 yards et 2 touchdowns lors du premier match de la saison 2021 perdu 24 à 27 contre les Bengals. Il réalise sa meilleur performance de la saison en 6e semaine lors de la victoire 34 à 28 contre mes Panthers avec 11 réceptions pour un gain de 126 yards et un touchdown. Il se blesse à la cheville en 13e semaine et rate les deux matchs suivants. De retour en 16e semaine il aggrave sa blessure nécessitant une intervention chirurgicale. Il est placé sur la listre des blessés le 29 décembre 2021. Son bilan en fin de saison est de 67 réceptions pour 726 yards et dix touchdowns. 
Thielen retrouve son poste de titulaire en 2022. En 17 matchs, il totalise 70 réceptions pour un gain de 716 yards et six touchdowns. Le 10 mars 2023, les Vikings libèrent Thielen afin de se créer un plus grand espace financier.

#### Panthers de la Caroline
Le 19 mars 2023, Thielen signe un contrat de trois ans pour un montant de 25 millions de dollars avec les Panthers de la Caroline.
Contre les Seahawks en 3e semaine de la saison 2023, il effectue 11 réceptions pour un gain total de 145 yards et un touchdown. En 5e semaine contre les Lions, son bilan est de 11 réceptions pour 107 yards et un touchdown et la semaine suivante contre les Dolphins, 11 réceptions pour 115 yards et un touchdown. Après 17 matchs joués tous en tant que titulaire, il totalise sur la saison 103 réceptions pour un gain de 1 014 yards et quatre touchdowns, sa première saison à plus de 100 réceptions et à plus de 1 000 yards depuis celle de 2018.
En 2024, lors du match de la 17e semaine contre les Buccaneers, il effectue cinq réceptions pour un gain de 110 yards et deux touchdowns. Il ne dispute que 10 matchs et termine la saison avec 48 réceptions pour 615 yards et cinq touchdowns.

## Statistiques

### Universitaires
| Année  | Équipe                       | Statut | MJ |     | Passes réceptionnées | Passes réceptionnées | Passes réceptionnées | Passes réceptionnées |       | Courses | Courses | Courses | Courses |
| Année  | Équipe                       | Statut | MJ | Nb. | Yards                | Moy.                 | TD                   | Nb.                  | Yards | Moy.    | TD      |         |         |
| 2009   | Mavericks de Minnesota State | Fr     | 09 | 21  | 225                  | 10,7                 | 1                    | -                    | -     | -       | -       |         |         |
| 2010   | Mavericks de Minnesota State | So     | 11 | 41  | 686                  | 16,7                 | 6                    | 1                    | 07    | 7       | 0       |         |         |
| 2011   | Mavericks de Minnesota State | Jr     | 12 | 62  | 715                  | 11,5                 | 5                    | 2                    | 02    | 1       | 0       |         |         |
| 2012   | Mavericks de Minnesota State | Sr     | 14 | 74  | 1 176                | 15,9                 | 8                    | 3                    | 21    | 7       | 0       |         |         |
| Totaux | Totaux                       | Totaux | 46 | 198 | 2 802                | 14,2                 | 20                   | 6                    | 30    | 5       | 0       |         |         |

### Professionnelles
| Année              | Équipe                  | MJ  |                 | Passes réceptionnées | Passes réceptionnées | Passes réceptionnées | Passes réceptionnées |                 | Courses         | Courses         | Courses | Courses |  | Fumbles | Fumbles |
| Année              | Équipe                  | MJ  | Nb.             | Yards                | Moy.                 | TD                   | Nb.                  | Yards           | Moy.            | TD              | Nb.     | Perdus  |  |         |         |
| 2014               | Vikings du Minnesota    | 16  | 08              | 0137                 | 17,1                 | 01                   | -                    | -               | -               | -               | 0       | 0       |  |         |         |
| 2015               | Vikings du Minnesota    | 16  | 012             | 0144                 | 12,0                 | 0                    | 4                    | 89              | 22,3            | 0               | 0       | 0       |  |         |         |
| 2016               | Vikings du Minnesota    | 16  | 069             | 0967                 | 14,0                 | 05                   | 2                    | 15              | 07,5            | 0               | 2       | 1       |  |         |         |
| 2017               | Vikings du Minnesota    | 16  | 091             | 1 276                | 14,0                 | 04                   | 1                    | 11              | 11,0            | 0               | 3       | 2       |  |         |         |
| 2018               | Vikings du Minnesota    | 16  | 113             | 1 373                | 12,2                 | 09                   | 5                    | 30              | 06,0            | 0               | 1       | 1       |  |         |         |
| 2019               | Vikings du Minnesota    | 10  | 030             | 0418                 | 13,9                 | 06                   | 4                    | 06              | 01,5            | 1               | 0       | 0       |  |         |         |
| 2020               | Vikings du Minnesota    | 15  | 072             | 0924                 | 12,4                 | 14                   | 3                    | 15              | 05,0            | 0               | 0       | 0       |  |         |         |
| 2021               | Vikings du Minnesota    | 13  | 067             | 0726                 | 10,8                 | 10                   | 1                    | 02              | 02,0            | 0               | 1       | 0       |  |         |         |
| 2022               | Vikings du Minnesota    | 17  | 070             | 0716                 | 10,2                 | 06                   | 1                    | 04              | 04,0            | 0               | 0       | 0       |  |         |         |
| 2023               | Panthers de la Caroline | 17  | 103             | 1 014                | 09,8                 | 04                   | 1                    | 06              | 06,0            | 0               | 2       | 0       |  |         |         |
| 2024               | Panthers de la Caroline | 10  | 048             | 0 615                | 12,8                 | 05                   | -                    | -               | -               | -               | 0       | 0       |  |         |         |
| 2025               | Panthers de la Caroline | ?   | Saison en cours | Saison en cours      | Saison en cours      | Saison en cours      | Saison en cours      | Saison en cours | Saison en cours | Saison en cours | ?       | ?       |  |         |         |
| Totaux en carrière | Totaux en carrière      | 162 | 685             | 8 311                | 12,2                 | 64                   | 22                   | 178             | 8,1             | 1               | 9       | 4       |  |         |         |
| Totaux aux Vikings | Totaux aux Vikings      | 135 | 534             | 6 682                | 12,5                 | 55                   | 21                   | 172             | 8,2             | 1               | 7       | 4       |  |         |         |

| Année              | Équipe               | MJ |     | Passes réceptionnées | Passes réceptionnées | Passes réceptionnées | Passes réceptionnées |       | Courses | Courses | Courses | Courses |  | Fumbles | Fumbles |
| Année              | Équipe               | MJ | Nb. | Yards                | Moy.                 | TD                   | Nb.                  | Yards | Moy.    | TD      | Nb.     | Perdus  |  |         |         |
| 2015               | Vikings du Minnesota | 1  | -   | -                    | -                    | -                    | -                    | -     | -       | -       | -       | -       |  |         |         |
| 2017               | Vikings du Minnesota | 2  | 09  | 109                  | 11,3                 | 0                    | -                    | -     | -       | -       | 0       | 0       |  |         |         |
| 2019               | Vikings du Minnesota | 2  | 12  | 179                  | 14,9                 | 0                    | 1                    | 3     | 3,0     | 0       | 1       | 1       |  |         |         |
| 2022               | Vikings du Minnesota | 1  | 03  | 050                  | 16,7                 | 0                    | 0                    | 0     | 0,0     | 0       | 0       | 0       |  |         |         |
| Totaux en carrière | Totaux en carrière   | 6  | 21  | 281                  | 13,4                 | 0                    | 1                    | 3     | 3,0     | 0       | 1       | 1       |  |         |         |

## Records et récompenses

### Records
- Plus grand nombre de matchs consécutif à plus de 100 yards gagnés en réceptions sur une saison (8 en 2018), égalant le record de Calvin Johnson[61] ;
- Plus grand nombre de matchs à plus de 100 yards gagnés en réceptions sur une saison (9 en 2018)[62].

### Récompenses
- Sélections à deux reprises au Pro Bowl :  2018[63] et 2019[64] ;
- Sélectionné dans la 2e équipe All-Pro : 2017[65].

| Année    | 2013 | 2014 | 2015 | 2016 | 2017 | 2018 | 2019 | 2020 | 2021 | 2022 | 2023 | 2024 |
| Position | --   | --   | --   | --   | --   | 36e  | 33e, | 80e  | --   | --   | --   | --   |

## Vie privée
Adam est un chrétien pratiquant et il est marié à Caitlin Thielen avec qui il a eu trois enfants.

### Philanthropie
En début de saison 2018 de la NFL, Adam et son épouse créent la Thielen Foundation laquelle finance des programmes ayant pour objectifs d'éduquer et d'inspirer les personnes pour qu'elles puissent réaliser leurs rêves.
Chaque année, la fondation organise un camp dénommé l'Adam Thielen Youth Football camp prenant en charge pendant une journée environ 200 enfants âgés de 6 à 16 ans. Ces enfants y font l'expérience d'un entraînement pratique au football américain et bénéficient également d'une formation au développement de leurs personnes. Tous les bénéfices du camp sont reversés à la fondation pour organiser les programmes suivants.